# Chrząstkowiec polny
Chrząstkowiec polny, chrząstkowiec pospolity (Polycnemum arvense L.) – gatunek roślin zielnych należący do rodziny w różnych systemach klasyfikacyjnych do rodziny komosowatych lub szarłatowatych. Występuje w Europie (brak go na Wyspach Brytyjskich i w Skandynawii) oraz na obszarach Azji o umiarkowanym klimacie. W Polsce rośnie na nizinach.

## Morfologia

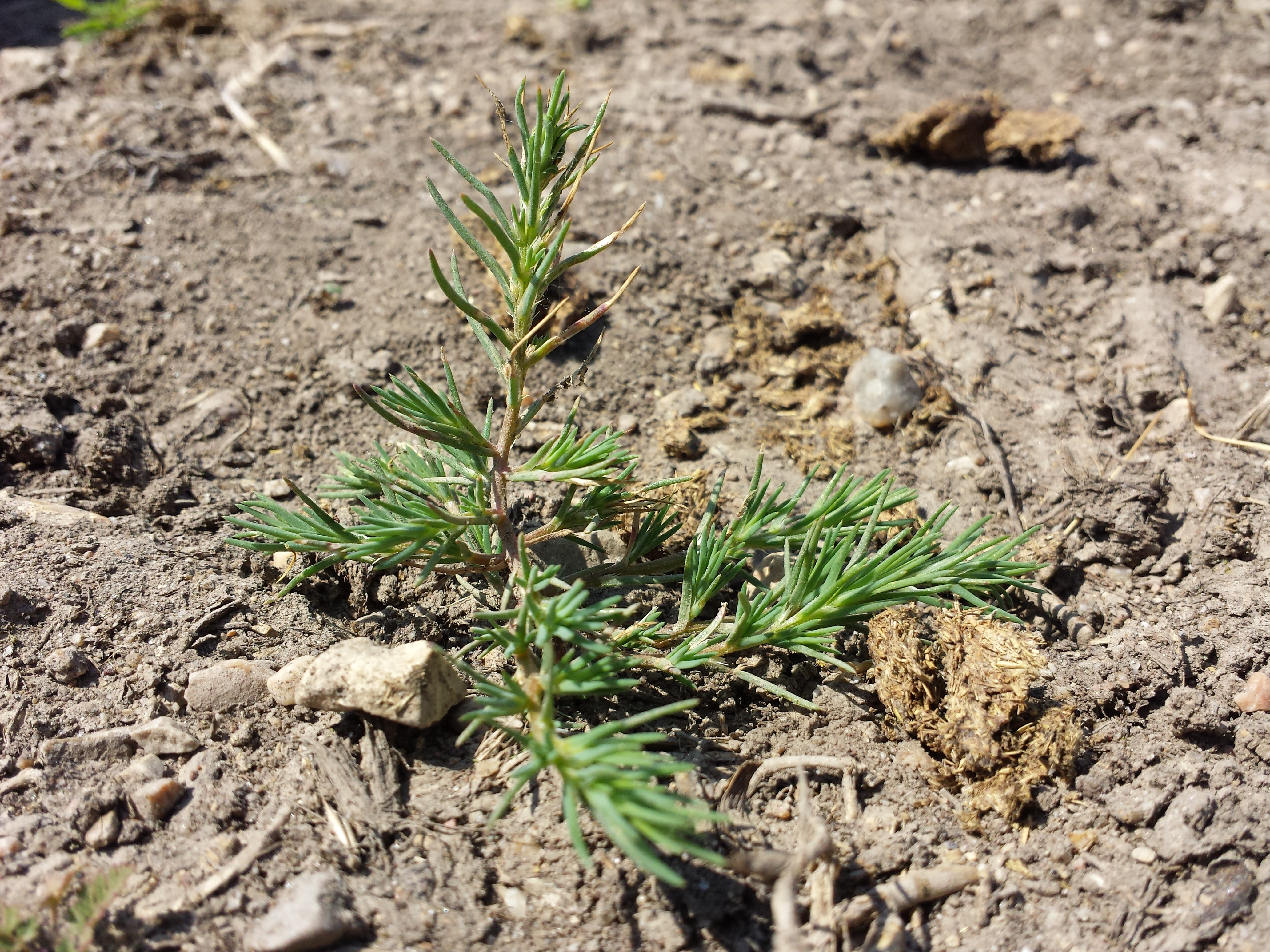
Pokrój

ŁodygaRozgałęziona, owłosiona, do 15 cm wysokości.
LiścieRównowąskie, szydłowate, sztywne, zwrócone do góry, rozszerzone u nasady i błoniasto obrzeżone.
KwiatyWyrastają pojedynczo w kątach przysadek. Każdy kwiat posiada dwa podkwiatki. Okwiat złożony  5 listków, długości 1-15 mm. Podkwiatki długości okwiatu. Słupek z boków spłaszczony.

## Biologia i ekologia
Roślina jednoroczna, chwast upraw zbożowych na glebach niewapiennych. Rośnie w miejscach piaszczystych. Kwitnie od lipca do października. Gatunek charakterystyczny związku Aperion spicae-venti. Liczba chromosomów 2n = 18.

## Zagrożenia
Roślina umieszczona na Czerwonej liście roślin i grzybów Polski (2006) w grupie gatunków narażonych na wyginięcie (kategoria zagrożenia V).